# Cheiracanthium schenkeli
Cheiracanthium schenkeli là một loài nhện trong họ Miturgidae.
Loài này thuộc chi Cheiracanthium. Cheiracanthium schenkeli được Lodovico di Caporiacco miêu tả năm 1949.